# Auzouville-sur-Saâne
Auzouville-sur-Saâne is een gemeente in het Franse departement Seine-Maritime (regio Normandië) en telt 137 inwoners (1999). De plaats maakt deel uit van het arrondissement Dieppe.

## Geografie
De oppervlakte van Auzouville-sur-Saâne bedraagt 3,2 km², de bevolkingsdichtheid is 42,8 inwoners per km².
De onderstaande kaart toont de ligging van Auzouville-sur-Saâne met de belangrijkste infrastructuur en aangrenzende gemeenten.

## Demografie
Onderstaande figuur toont het verloop van het inwonertal (bron: INSEE-tellingen).